# Портрет поета Валерія Брюсова

«Портре́т пое́та Вале́рія Брю́сова» — великий за розмірами портрет-малюнок, який створив художник Михайло Врубель (1856—1910).
1906 року художнику Михайлу Врубелю виповнилось 50 років. Позаду було нелегке життя, смерть матері і виховання мачухою, черга міст, де служив батько-полковник, тиск батька, що наполягав на закінченні університету. І син підкориться, і університет в Петербурзі закінчить, і знатиме щонайменше п'ять мов, але кар'єру юриста в Російській імперії безжально проміняє на важкий шлях російського художника.
Розташована неподалік від університету Петербурзька Академія мистецтв врятувала для світового мистецтва художника Врубеля. Так судилося, що тільки три міста держави найдовше утримували митця на своїх теренах — Київ, Москва та Петербург. Перебування в Москві було досить плідним, бо саме там він зустрів багатих і впливових меценатів і матеріальну підтримку. В Петербурзі художника Михайла Врубеля не знали. Майже ніхто в тодішній столиці не бачив творів митця. Сам художник і мистецтвознавець Олександр Бенуа писав: 
| Чули ми про нього досить багато від наших друзів. Майже всі вони казали про Врубеля як про якесь спантеличене диво, одні з не зовсім повною довірою, інші, навпроти, вірили в нього абсолютно і сповіщали про нього з ентузіазмом. Всі, однак, зголошувались на тому, що Врубель являв собою дещо зовсім виняткове і таке, відповідного якому не тільки в російському мистецтві, а й взагалі — не знайти. Сам Врубель, що колись навчався в Петербурзькій академії, с тих пір багато років в Петербурзі не бував і в петербурзьких виставках не брав участі. Неможливо було знайти там а ні творів його, а ні якихось світлин з його робіт. Все це поглиблювало таємничість, що оточувала його ім'я... |
1906 року стан справ з Врубелем покращили: в світ вийшов розкішно надрукований журнал «Золоте Руно». Гроші на нове видання дав меценат М. Рябушинський. В редакційну колегію залучили краших на той час художників і діячів мистецтва, серед яких були Валентин Сєров, поет Олександр Блок, Костянтин Коровін, Дягілєв Сергій Павлович, Шаляпін Федір Іванович . Найдивнішим було інше: головне місце в виданні відведене було творам Врубеля. Вперше серед світлин — автопортрет таємничого художника, ескізи, портрети, акварелі і навіть олівцеві малюнки, культури демонстрації яких в імперії тоді — майже не існувало.
Слава знову вкотре покотилася поперед художника. Тепер його визнавали за живого генія.

## Портрет по замові

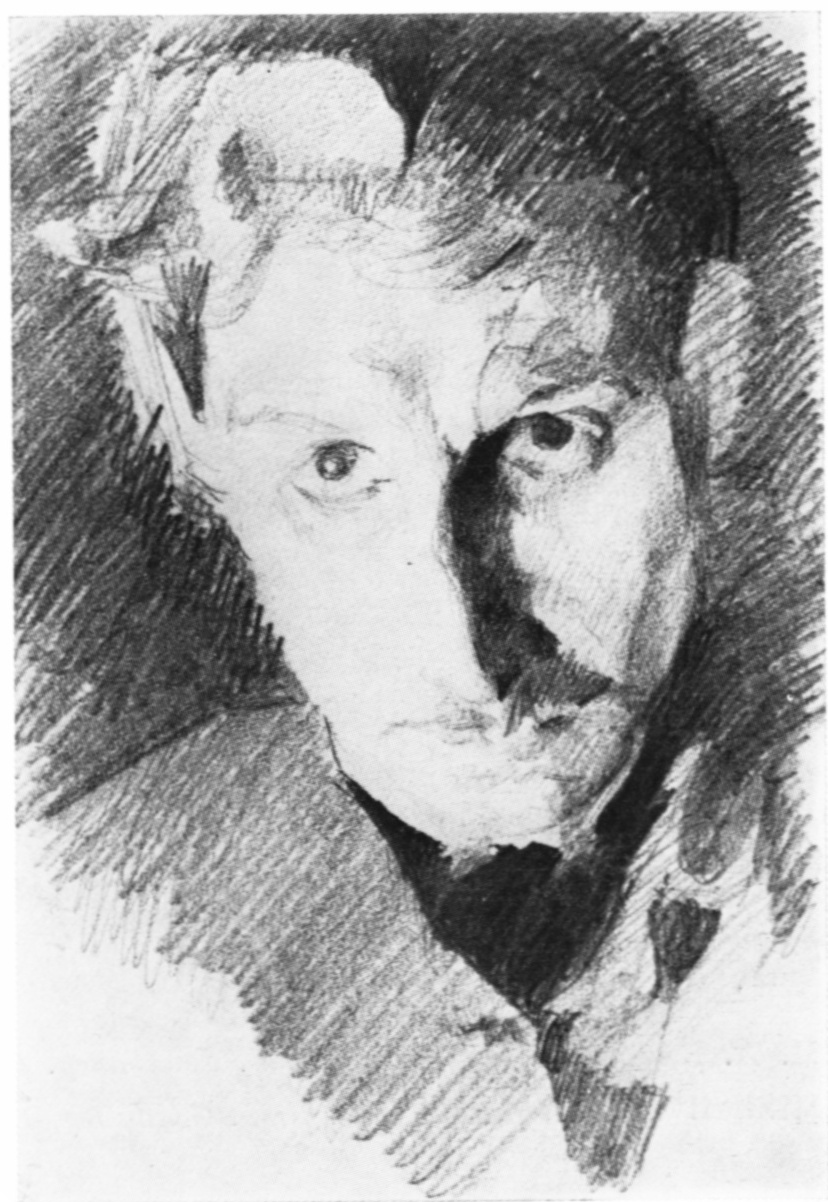
Автопортрет, 1885 р.
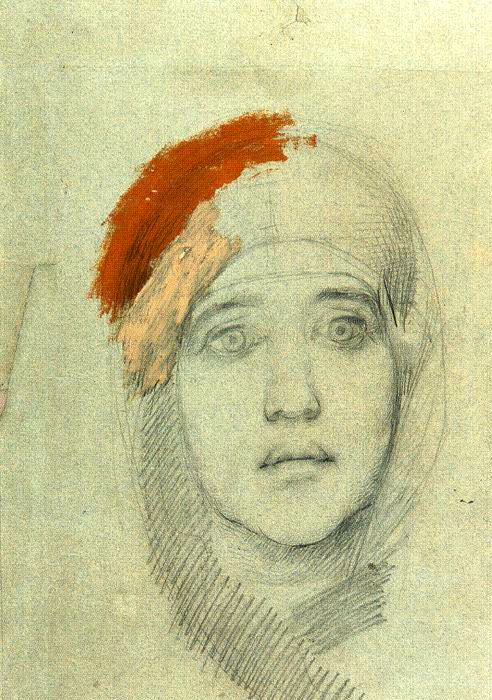
Голова Богородиці, ескіз, 1884 р.
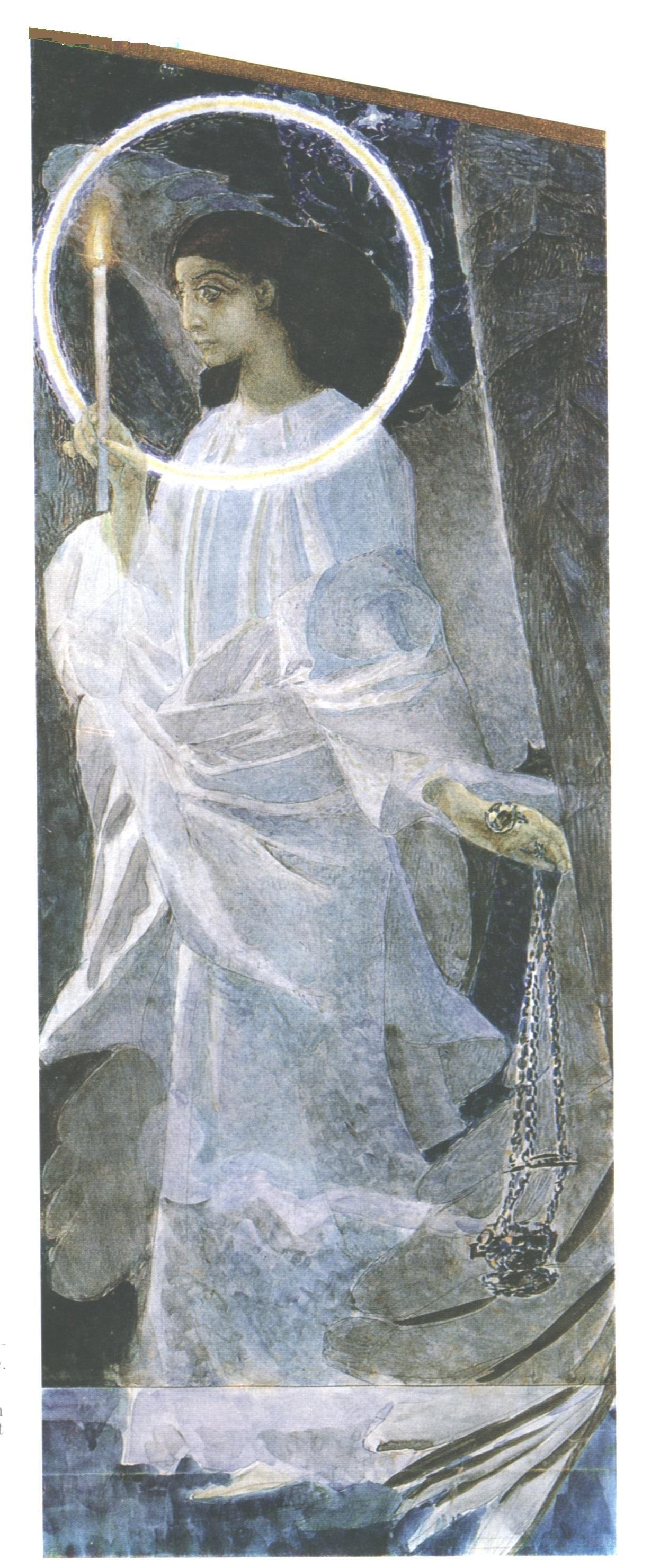
Янгол з кадилом і свічкою

А геній хворів, давно і невиліковно. З 1901 року настало погіршення, а в 1902 році уславлений психіатр Володимир Бехтерєв ставить страшний діагноз — хвороба Врубеля невиліковна. Смерть маленького сина в 1903 році стає новим ударом для художника — з тих пір Врубель майже весь час проводить у клініках, тільки зиму 1904—1905 року він провів вдома. Саме в ці роки майстер багато займається малюнком, часто працює з натури. Саме в малюнку виконано й портрет поета Валерія Брюсова (1906 р.) — останню портретну роботу Врубеля. Коли художник працював над цим портретом, він остаточно втрачав зір.
Портрет був створений на замовлення. Його надав той же М. Рябушинський. Художнику принесли великий аркуш паперу і знаряддя. Митець і поет повільно спілкувались, переходячи то на німецьку, то на французьку. Врубель працював невпинно і все намагався переробити вже створене. Острах, що він зіпсує чудовий малюнок, був таким сильним, що малюнок відібрали. Поет стояв перед глядачами замислений і наче вдивлявся в тільки йому відому далечінь. За спогадами, художник планував створити на тлі кущ, але встиг створити лише щось на кшталт дивацьких конструкцій. Але сам портрет вийшов досить схожим. Рябушинський оцінив твір художника в триста рублів. Але важко хворого художника вже не цікавили ні високі гонорари, ні життя. В його уяві вже мерехтів образ пророка в пекельному, космічному вихорі, який розпізнають як «Видіння пророка Єзекіїля»…